# Bombardier CRJ900
Pour un article plus général, voir Bombardier Canadair Regional Jet.
Dimensions
Le Bombardier CRJ900 est un avion de transport régional à réaction biréacteur produit par l'entreprise canadienne Bombardier Aéronautique. Il est dérivé du Bombardier CRJ700, et entra en production en 2001.

## Développement

### Série Bombardier Canadair Regional Jet
Dans les années 1990, Bombardier se penche sur la conception d'un avion de transport régional biréacteur pour répondre à l'essor du trafic entre aéroports régionaux de moindre importance. Le Bombardier CRJ-100 effectue ainsi son premier vol en novembre 1991. En 1996, l'avionneur lance le CRJ200, qui se distingue notamment par ses moteurs améliorés par rapport à ceux de la série 100. Ce modèle dispose de 50 sièges, et offre sur le plan technique des possibilités d'allongement. 
À la suite du succès des CRJ100 et CRJ200, Bombardier décide de développer des versions allongées avec de plus grandes capacités d'emport. Le CRJ200 sert ainsi de base au CRJ700, puis au CRJ900.

### CRJ900
L'utilisation de la version 200 comme base permet à Bombardier de proposer une gamme d'appareils avec un fort degré de communité. Les simulateurs de vol, la maintenance générale, les pièces détachées et la formation sont par exemple communes sur les séries 200, 700 et 900. 
Le Bombardier CRJ900 est une version allongée du CRJ700 de 70 places, avec deux sections de fuselage supplémentaires, l'une à l'avant et l'autre à l'arrière de la section centrale. Les moteurs offrent 5 % de puissance supplémentaire, le train d'atterrissage principal est renforcé avec des roues et des freins revus. Deux sorties de secours ont été ajoutées au-dessus des ailes.

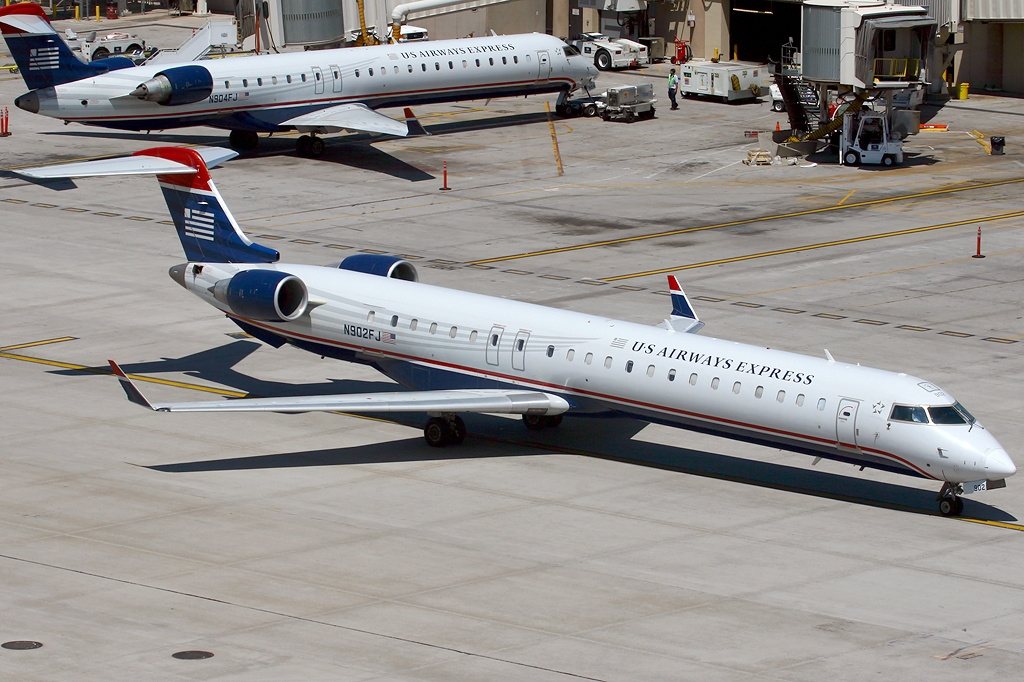
Bombardier CRJ900 d'US Airways Express opéré par Mesa Airlines, plus gros utilisateur du type.